# Аурано
Аурано (итал. Aurano) је насеље у Италији у округу Вербано-Кузио-Осола, региону Пијемонт.
Према процени из 2011. у насељу је живело 89 становника. Насеље се налази на надморској висини од 726 м.

## Становништво
Према резултатима пописа становништва 2011. у општини је живело 103 становника.
| 1936. | 1951. | 1961. | 1971. | 1981. | 1991. | 2001. | 2011. |
| ----- | ----- | ----- | ----- | ----- | ----- | ----- | ----- |
| 720   | 587   | 465   | 269   | 188   | 133   | 118   | 103   |